# IPad
iPad е серия таблети, проектирани от Apple Inc. Първото устройство е официално представено на 27 януари 2010 г.
Първоначално таблетите работят с операционната система iOS, но от 2019 г. насам работят с iPadOS, който е оптимизиран за работа с голям екран.
Към май 2017 г. Apple e продала над 360 милиона устройства от серията, като продажбите са достигнали пик през 2013 г.
Потребителският интерфейс е създаден за мултитач екрана на устройството, като включва и виртуална клавиатура. Всички iPad устройства могат да се свързват към Wi-Fi мрежи, като някои модели поддържат и мобилни мрежи. iPad може да снима видео, да прави снимки, да възпроизвежда музика и да изпълнява свързани с интернет, като уеб сърфиране и имейл комуникации. Други функции – игри, GPS навигация, социални мрежи и др. – могат да бъдат активирани чрез изтегляне и инсталиране на приложения. Към март 2016 г. App Store има повече от 1 милион приложения за iPad от Apple и трети страни.

## Софтуер
iPad се предлага с няколко предварително инсталирани приложения, включително Safari, Mail, Photos, Video, iPod, iTunes, App Store, Apple Books, Maps, Notes, Calendar и Contacts. Няколко са подобрени версии на приложения, разработени за iPhone или Mac. Приложенията, които понастоящем липсват, са приложения за времето, калкулатор и здраве.
iPad e съвместим с почти всички iPhone приложения, като тези, които не са оптимизирани за таблет се визуализрат като уголемен вариант на версията за iPhone.
iPad се синхронизира с iTunes на компютър с macOS или Windows.

## Устройства
iPad се наричат стандартните устройства от серията, iPad Mini са таблети с по-малък размер на екрана, докато iPad Pro са устройства с голям екран и по-мощен хардуер, предназначени за професионалисти.
| iPad | Пуснат с                         | Дата на излизане                 | Последна версия на ОС     | Край на поддръжката | Продължителност на поддръжката |
| --- | -------------------------------- | -------------------------------- | ------------------------- | ------------------- | ------------------------------ |
| iPad | iPhone OS 3.2                    | 3 април 2010                     | iOS 5.1.1                 | 18 септември 2012   | 2 години, 5 месеца и 15 дни    |
| iPad 2                                                                                                  | iOS 4.3                          | 11 март 2011                     | iOS 9.3.6                 | 12 септември 2016   | 5 години, 6 месеца и 1 ден     |
| iPad (3-то поколение)                                                                                   | iOS 5.1                          | 16 март 2012                     | iOS 9.3.6                 | 12 септември 2016   | 4 години, 5 месеца и 27 дни    |
| iPad Mini                                                                                               | iOS 6.0.1                        | 2 ноември 2012                   | iOS 9.3.6                 | 12 септември 2016   | 3 години и 10 месеца           |
| iPad (4-то поколение)                                                                                   | iOS 6.0                          | 12 ноември 2012                  | iOS 10.3.4                | 18 септември 2017   | 4 години, 10 месеца и 6 дни    |
| iPad Air                                                                                                | iOS 7.0.3                        | 1 ноември 2013                   | iOS 12.4.6                | 24 септември 2019   | 5 години, 10 месеца и 25 дни   |
| iPad Mini 2                                                                                             | iOS 7.0.3                        | 12 ноември 2013                  | iOS 12.4.6                | 24 септември 2019   | 5 години, 10 месеца и 14 дни   |
| iPad Mini 3                                                                                             | iOS 8.1                          | 22 октомври 2014                 | iOS 12.4.6                | 24 септември 2019   | 4 години, 11 месеца и 4 дни    |
| iPad Air 2                                                                                              | iOS 8.1                          | 22 октомври 2014                 | последна версия на iPadOS | (в поддръжка)       | 10 години, 7 месеца и 10 дни + |
| iPad Mini 4                                                                                             | iOS 9.0                          | 9 септември 2015                 | последна версия на iPadOS | (в поддръжка)       | 9 години, 8 месеца и 23 дни +  |
| iPad Pro (1-во поколение, 12,9)                                                                         | iOS 9.1                          | 11 ноември 2015                  | последна версия на iPadOS | (в поддръжка)       | 9 години, 6 месеца и 21 дни +  |
| iPad Pro (1-во поколение, 9,7)                                                                          | iOS 9.3                          | 31 март 2016                     | последна версия на iPadOS | (в поддръжка)       | 9 години, 2 месеца и 1 ден +   |
| iPad (5-о поколение)                                                                                    | iOS 10.2.1                       | 24 март 2017                     | последна версия на iPadOS | (в поддръжка)       | 8 години, 2 месеца и 8 дни +   |
| iPad Pro (2-ро поколение, 10,5/12,9)                                                                    | iOS 10.3.2                       | 13 юни 2017                      | последна версия на iPadOS | (в поддръжка)       | 7 години, 11 месеца и 19 дни + |
| iPad (6-о поколение)                                                                                    | iOS 11.2.6                       | 27 март 2018                     | последна версия на iPadOS | (в поддръжка)       | 7 години, 2 месеца и 5 дни +   |
| iPad Pro (3-то поколение, 11/12,9)                                                                      | iOS 12.1                         | 30 октомври 2018                 | последна версия на iPadOS | (в поддръжка)       | 6 години, 7 месеца и 2 дни +   |
| iPad Air (3-то поколение)                                                                               | iOS 12.2                         | 18 март 2019                     | последна версия на iPadOS | (в поддръжка)       | 6 години, 2 месеца и 14 дни +  |
| iPad Mini (5-о поколение)                                                                               | iOS 12.2                         | 18 март 2019                     | последна версия на iPadOS | (в поддръжка)       | 6 години, 2 месеца и 14 дни +  |
| iPad (7-о поколение)                                                                                    | iPadOS 13,1                      | 25 септември 2019                | последна версия на iPadOS | (в поддръжка)       | 5 години, 8 месеца и 2 дни +   |
| iPad Pro (4-то поколение, 11/12,9)                                                                      | iPadOS 13.4                      | 25 март 2020                     | последна версия на iPadOS | (в поддръжка)       | 5 години, 2 месеца и 7 дни +   |
| \| Легенда: \| Изтеглен от пазара и неподдържан \| Изтеглен от пазара, но поддържан \| В продажба \| \| |                                  |                                  |                           |                     |                                |
| Легенда:                                                                                                | Изтеглен от пазара и неподдържан | Изтеглен от пазара, но поддържан | В продажба                |                     |                                |